# Kenneth Comfort Mwambu
Kenneth Comfort Mwambu (23 marzo 2000) è un giocatore di badminton ugandese.

## Palmarès
- Campionati africani

Kampala 2021: bronzo nel doppio maschile